# Kál harka
Kál a 10. század első felében, a honfoglalás után a megtelepedett magyar törzsszövetség harmadik méltóságviselője, harka volt. Bulcsú harka apja.
A Kál nemzetség névadó őse.
Téli szállása valószínűleg a zalai Dióskál volt, és ő majd fia birtokolta az innen nem messze fekvő Zalavárt is.